# عادل لخضارى
عادل لخضارى (12 أغسطس 1989 بالجزائر - ) هو مدرب كرة قدم ولاعب كرة قدم جزائري في مركز الدفاع. شارك مع منتخب الجزائر تحت 23 سنة لكرة القدم. أما مع النوادي، فقد لعب مع إتحاد بسكرة ووفاق سطيف.